# Sandra Nashaat
Sandra Nashaat (en arabe égyptien : ساندرا نشأت) née le 2 février 1970, est une réalisatrice égyptienne.

## Biographie
Sandra Nashaat est une copte catholique. Elle est née en 1970 au Caire d'une mère libanaise et d'un père syrien. Elle fréquente l'Institut supérieur du cinéma du Caire ainsi que l'Université du Caire, où elle étudie la littérature française. Elle réalise ensuite plusieurs courts et longs métrages remarqués ,,, dont des courts métrages interactifs, mettant en scène le citoyen égyptien. En novembre 2025, elle est membre du jury du 46e festival international du film du Caire, pour les courts métrages en compétition.

## Filmographie (extrait)
Extrait issu notamment de l'Encyclopedia of Arab Women Filmmakers, et de la synthèse de ses créations dans Al-Ahram.
- 1992 : Le Dernier hiver / Akhir Shita / Last Winter, court-métrage[3],[2].
- 1994 : Al-Mufiola / The Editing Table, court-métrage[2]..
- 1998 : Mabruk wa Bulbul / Mabruk and Bulbul [6],[2]..
- 2000 : Pourquoi m'as-tu laissé t'aimer ?[4] | Leh Khaletny Ahebak / Why did you make me love you ?, avec, parmi les principaux acteurs, Karim Abdel Aziz, Mona Zaki, Hala Shiha et Ahmed Helmy[6],[2].
- 2002 : Le Voleur d'Alexandrie / Haramia Fe KG 2 / Thieves in Kindergarten  avec, parmi les principaux acteurs, Karim Abdel Aziz, et Hanan Tork[6],[2].
- 2003 : Haramia Fe Thailand / Thieves in Thailand avec, parmi les principaux acteurs, Karim Abdel Aziz, et Hanan Tork[7],[2].
- 2005 : Mallaki Iskandariya / Alexandria Private, avec, parmi les principaux acteurs, Ahmed Ezz, Ghada Adel[6],[2].
- 2005 :  Masgoon Tranzeet[6].
- 2012 :  El-Maslaha / The Deal[6].
- 2014 :  Bahlam[5].
- 2024 :  Misr Gamila[5].

## Liens
- Ressources relatives à l'audiovisuel :   - AllMovie
  - IMDb